# سوپر جام فوتبال اسپانیا ۲۰۲۳
سوپرکاپ اسپانیا ۲۳–۲۰۲۲، سی و نهمین دوره از سوپرکاپ اسپانیا خواهد بود؛ یک رقابت فوتبال سالانه برای باشگاه‌هایی که در سیستم لیگ فوتبال اسپانیا که در رقابت‌های اصلی خود در فصل قبل موفق بودند.
بارسلونا برای چهاردهمین بار قهرمان این مسابقات شد.

## شرایط حضور
در این مسابقات برندگان و نایب قهرمان‌های کوپا دل ری ۲۲–۲۰۲۱ و لا لیگا ۲۲–۲۰۲۱ با هم به رقابت می‌پردازند.

### تیم‌های راه یافته
چهار تیم زیر به مسابقات راه یافتند.
| تیم         | نحوه حضور                     | تعداد حضور | عملکرد در آخرین حضور | عملکرد گذشته | عملکرد گذشته | عملکرد گذشته |
| تیم         | نحوه حضور                     | تعداد حضور | عملکرد در آخرین حضور | قهرمانی      | نایب‌قهرمانی  | نیمه‌نهایی    |
| ----------- | ----------------------------- | ---------- | -------------------- | ------------ | ------------ | ------------ |
| رئال بتیس   | قهرمان کوپا دل ری ۲۲–۲۰۲۱     | ۲ بار      | نایب‌قهرمانی ۲۰۰۵     | –            | ۱            | –            |
| رئال مادرید | قهرمان لالیگا ۲۲–۲۰۲۱         | ۱۹ بار     | قهرمان ۲۲–۲۰۲۱       | ۱۲           | ۵            | ۱            |
| بارسلونا    | نایب‌قهرمان لالیگا ۲۲–۲۰۲۱     | ۲۷ بار     | نیمه نهایی ۲۲–۲۰۲۱   | ۱۳           | ۱۱           | ۲            |
| والنسیا     | نایب‌قهرمان کوپا دل ری ۲۲–۲۰۲۱ | ۶ بار      | نیمه‌نهایی ۲۰–۲۰۱۹    | ۱            | ۳            | ۱            |

## رقابت‌ها
- زمان‌ها براساس UTC+3 نوشته شده‌اند.
- هر سه بازی در ورزشگاه ملک فهد شهر ریاض، عربستان سعودی برگزار می‌گردد.

### نمودار بازی‌ها
|  | نیمه نهایی                              | نیمه نهایی |                          |  | فینال | فینال |
|  |                                         |            |                          |  |       |       |
|  | ۱۱–۱۲ ژانویه ۲۰۲۳ – ورزشگاه ملک فهدریاض |            |                          |  |       |       |
|  |                                         |            |                          |  |       |       |
|  | رئال مادرید                             |            |                          |  |       |       |
|  | ۱۵ ژانویه ۲۰۲۳ – ورزشگاه ملک فهد ریاض   |            |                          |  |       |       |
|  | والنسیا                                 |            |                          |  |       |       |
|  | رئال مادرید                             | ۱          |                          |  |       |       |
|  | رئال مادرید                             | ۱          | ۱۱–۱۲ ژانویه ۲۰۲۳ – ریاض |  |       |       |
|  |                                         | بارسلونا   | ۳                        |  |       |       |
|  | رئال بتیس                               | بارسلونا   | ۳                        |  |       |       |
|  |                                         |            |                          |  |       |       |
|  | بارسلونا                                |            |                          |  |       |       |
|  |                                         |            |                          |  |       |       |

### نیمه نهایی
| ۱۱–۱۲ ژانویه ۲۰۲۳ نیمه نهایی | رئال مادرید                          | ۱. ۱ | والنسیا | ریاض             |
| ۲۲:۰۰                        | در ضربات پنالتی رئال مادرید برنده شد |      |         | ورزشگاه: ملک فهد |

| ۱۱–۱۲ ژانویه ۲۰۲۳ نیمه نهایی | رئال بتیس                         | ۲. ۲ | بارسلونا | ریاض             |
| ۲۲:۰۰                        | در ضربات پنالتی بارسلونا برنده شد |      |          | ورزشگاه: ملک فهد |